# Un mauvais jour pour les ventes
Un mauvais jour pour les ventes (titre original : A Bad Day for Sales) est une nouvelle de science-fiction de Fritz Leiber.

## Parutions

### États-Unis
La nouvelle paraît dans Galaxy Science Fiction no 32 en juillet 1953.
Elle a ensuite été publiée dans de nombreux autres recueils ou anthologies.

### France
La nouvelle est publiée en France :
- dans Galaxie (1re série), no 24, en novembre 1955[2], sous le titre Pas d'amateurs aujourd'hui ;
- dans l'anthologie Histoires de robots (1974, rééditions en 1976, 1978, 1993, 1997)[3], sous le titre Un mauvais jour pour les ventes.

### Autres pays occidentaux
- en 1957, en néerlandais sous le titre Geen Omzet[4] ;
- en 1958, en italien sous le titre Affari : giornata fiacca ; en 1965, sous le titre Brutta giornata per le vendite ;
- en 1970, en allemand sous le titre Robie[5] ;
- en 1980, en croate sous le titre Loš dan za prodaju.

## Résumé
Robie est un robot publicitaire qui exécute à la perfection ce qu'on attend de lui : vendre des journaux, donner des sucettes publicitaires, donner de la joie aux gens, être gentil et sympathique. 
Son comportement de joyeux luron devient particulièrement déplacé après que la bombe atomique a touché la ville, et qu'il ne reste plus que quelques habitants hagards, brûlés sur tout le corps, les corps en lambeaux, mourant de faim et de soif.
La nouvelle se termine sur ces mots : « Mais Robie était déjà parti vendre du Poppy-Pop à une équipe de secours qui venait de déboucher au coin de la rue. Les hommes revêtus de combinaisons en amiante ressemblaient davantage à des robots que lui-même sous sa peau de métal. ».